# Kocha, nie kocha...

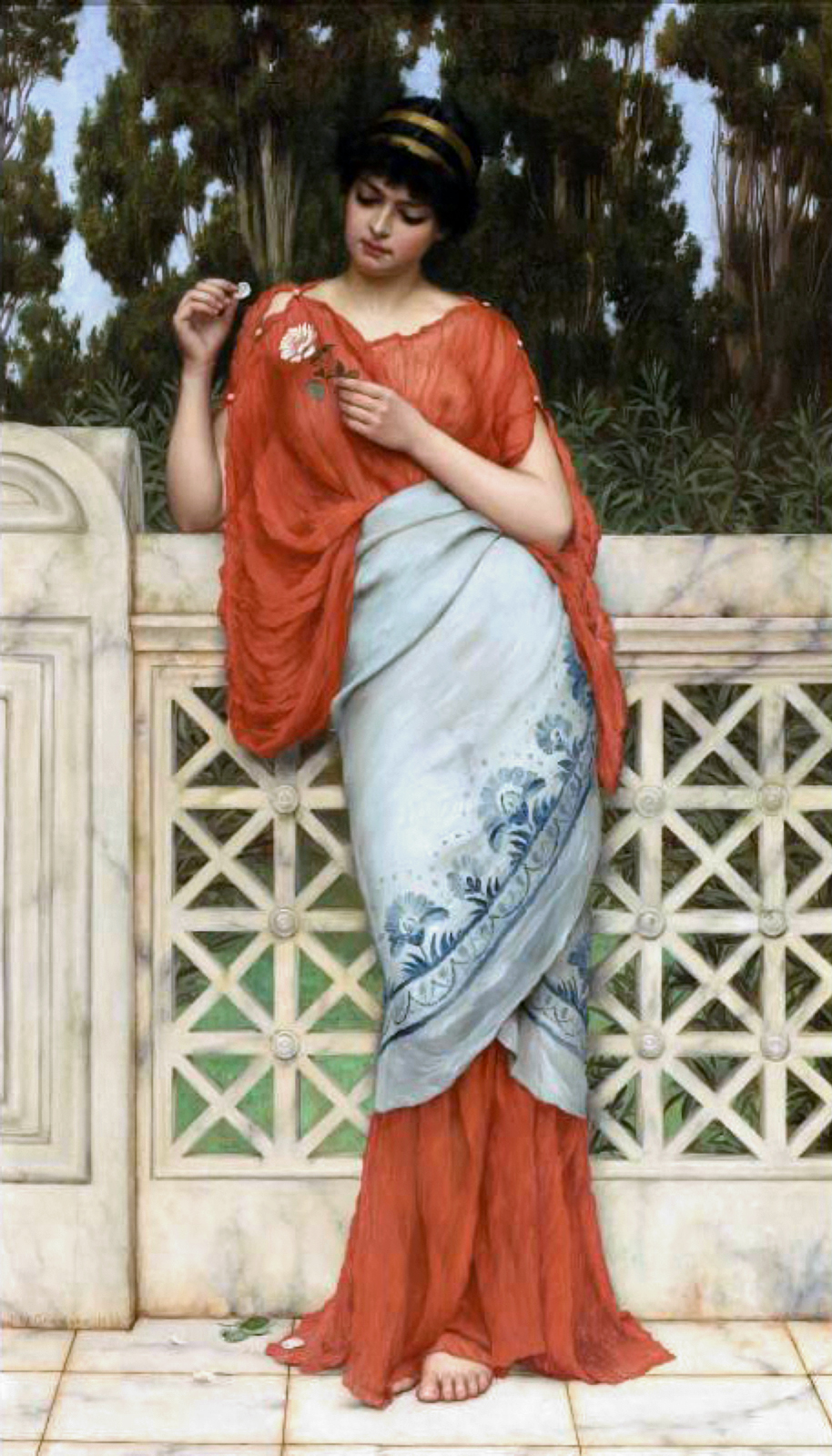
John William Godward „Kocha, nie kocha...” (1896)

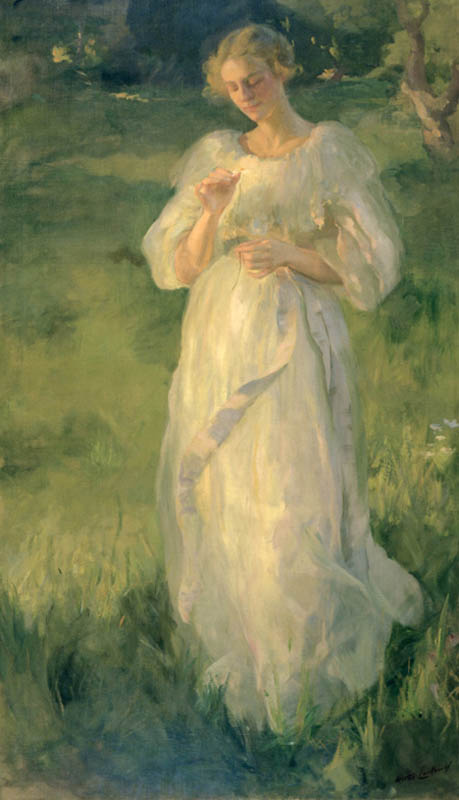
Wilton Lockwood „Kocha, nie kocha...”

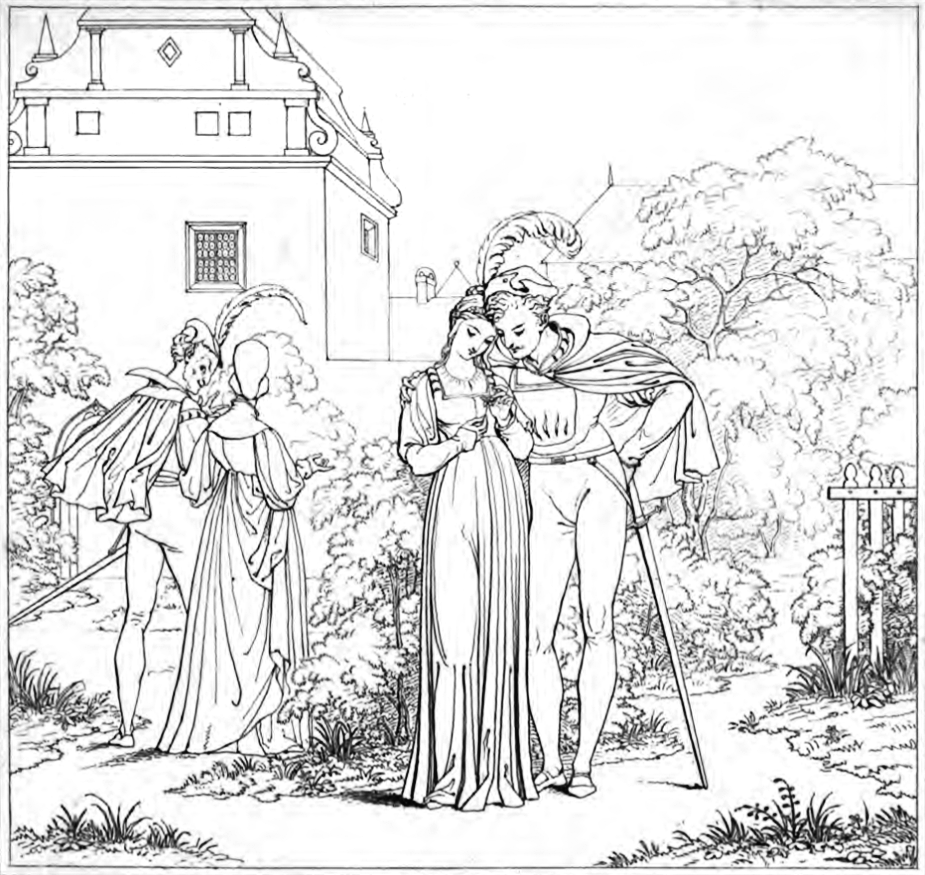
Henry Moses „Decyzja kwiatu” (ilustracja do angielskiego wydania „Fausta”) (XIX w.)

Kocha, nie kocha... lub też Kocha... lubi... szanuje... nie chce... nie dba... żartuje... w myśli... w mowie... w sercu... na ślubnym kobiercu jest popularną zabawą, w której osoba próbuje odgadnąć, czy obiekt jej zauroczenia odwzajemnia uczucia, czy nie. Zabawa ma prawdopodobnie francuskie pochodzenie i nazywana jest w języku francuskim effeuiller la marguerite.

## Przebieg
Zabawa ma następujący przebieg: osoba grająca mówiąc kocha lub nie kocha, jednocześnie wyrywa jeden płatek kwiatu (lub najczęściej w ścisłym znaczeniu jeden z brzeżnych kwiatów języczkowych, jeśli roślina należy do astrowatych) przy wypowiadaniu jednego słowa. Wyraz wymówiony podczas oberwania ostatniego płatka jest wynikiem i ma reprezentować uczucia drugiej osoby, które były przedmiotem zabawy (czyli odpowiedzieć na pytanie: kocha czy nie?). Osoba grająca zwykle jest motywowana poprzez darzenie uczuciem osoby, która jest przedmiotem zabawy. Tak więc zabawa może być przeprowadzona w celu potwierdzenia wcześniejszych przypuszczeń co do uczuć drugiej osoby lub też może być potraktowana żartobliwie.
Jedną z modyfikacji zabawy jest wyrywanie listków liścia złożonego.

## Używane rośliny
W zabawie najczęściej są używane rośliny należące do rodziny astrowatych: jastrun właściwy (Leucanthemum vulgare) (potocznie zwany margerytką), stokrotka pospolita (Bellis perennis), rumianek pospolity (Chamomilla recutita) i inne. W wersji z obrywaniem listków używana najczęściej jest robinia akacjowa (Robinia pseudoacacia) (potocznie zwana akacją).

## Inne wersje językowe
- Angielski: „He Loves Me, He Loves Me Not” (tłumaczenie: (On) kocha mnie, (on) mnie nie kocha) lub „She Loves Me, She Loves Me Not” (tłumaczenie: (Ona) kocha mnie, (ona) mnie nie kocha)). Istnieje także żartobliwa wersja: „She Loves Me, She Loves Me Lots” (tłumaczenie: (Ona) kocha mnie, (ona) bardzo mnie kocha).

- Bułgarski: „Обича ме... не ме обича” (tłumaczenie: „kocha, nie kocha...”).

- Chiński: „他/她爱(愛)我...他/她不爱(愛)我” (tłumaczenie: „on/ona kocha mnie... on/ona nie kocha mnie”).

- Duński: „Han/hun elsker mig... han/hun elsker mig ikke” (tłumaczenie: „on/ona kocha mnie... on/ona nie kocha mnie”).

- Esperanto: „Li/Ŝi amas min... Li/Ŝi ne amas min” (tłumaczenie: „on/ona kocha mnie... on/ona nie kocha mnie”).

- Estoński: „Armastab... ei armasta” (tłumaczenie: „kocha, nie kocha...”).

- Fiński: „Rakastaa...ei rakasta” (tłumaczenie: „kocha, nie kocha...”).

- Francuski: „Il/Elle m'aime un peu, beaucoup, passionnément, à la folie, pas du tout” (tłumaczenie: On/Ona kocha mnie trochę, bardzo, namiętnie, szalenie, w ogóle”).

- Grecki: „Μ’ αγαπά... δε μ’ αγαπά” (tłumaczenie: „on/ona kocha mnie... on/ona nie kocha mnie”).

- Hebrajski: „אוהב/ת...לא אוהב/ת” (tłumaczenie: „kocha, nie kocha...”).

- Hiszpański: „Me quiere... no me quiere”, „Me ama... no me ama” (oba tłumaczone jako: „kocha (mnie), nie kocha (mnie)...”).

- Japoński: „好き。。。 „ (すき。。。 きらい) (Suki... kirai) (Tłumaczenie: „lubi... nienawidzi”).

- Kataloński: „M'estima... no m'estima” (tłumaczenie: „kocha (mnie), nie kocha (mnie)...”).

- Litewski: „Myli... nemyli” (tłumaczenie: „kocha, nie kocha...”).

- Holenderski: „Hij/zij houdt van me, hij/zij houdt niet van me” (tłumaczenie: „on/ona kocha mnie... on/ona nie kocha mnie”)

- Niemiecki: „Er/sie liebt mich... Er/sie liebt mich nicht” (tłumaczenie: „on/ona kocha mnie... on/ona nie kocha mnie”)

- Norweski: „Elsker... elsker ikke” (tłumaczenie: „kocha, nie kocha...”).

- Portugalski: „Bem me quer... mal me quer” (tłumaczenie: „kocha (mnie), nie kocha (mnie)...”).

- Rosyjski: „Любит, не любит, плюнет, поцелует, к сердцу прижмет, к черту пошлет” (tłumaczenie: kocha, nie kocha, pluje, pocałuje, do serca przytuli, pośle do diabła”).

- Rumuński: „Mă iubeşte....nu mă iubeşte” (tłumaczenie: „kocha (mnie), nie kocha (mnie)...”).

- Serbski: „Воли ме... не воли ме” (tłumaczenie: „kocha, nie kocha...”)

- Słowacki: „Ľúbi ma..... neľúbi ma” (tłumaczenie: „kocha mnie, nie kocha mnie...”).

- Szwedzki: „Älskar... älskar inte” (tłumaczenie: „kocha, nie kocha...”).

- Turecki: „Seviyor... Sevmiyor” (tłumaczenie: „kocha, nie kocha...”).

- Węgierski: „Szeret... nem szeret” (tłumaczenie: „kocha, nie kocha...”).

- Wietnamski: „Yêu... không yêu” (tłumaczenie: kocha, nie kocha...”).

- Włoski: „M'ama... non m'ama” (tłumaczenie: „kocha, nie kocha...”).

## Podobne wróżby

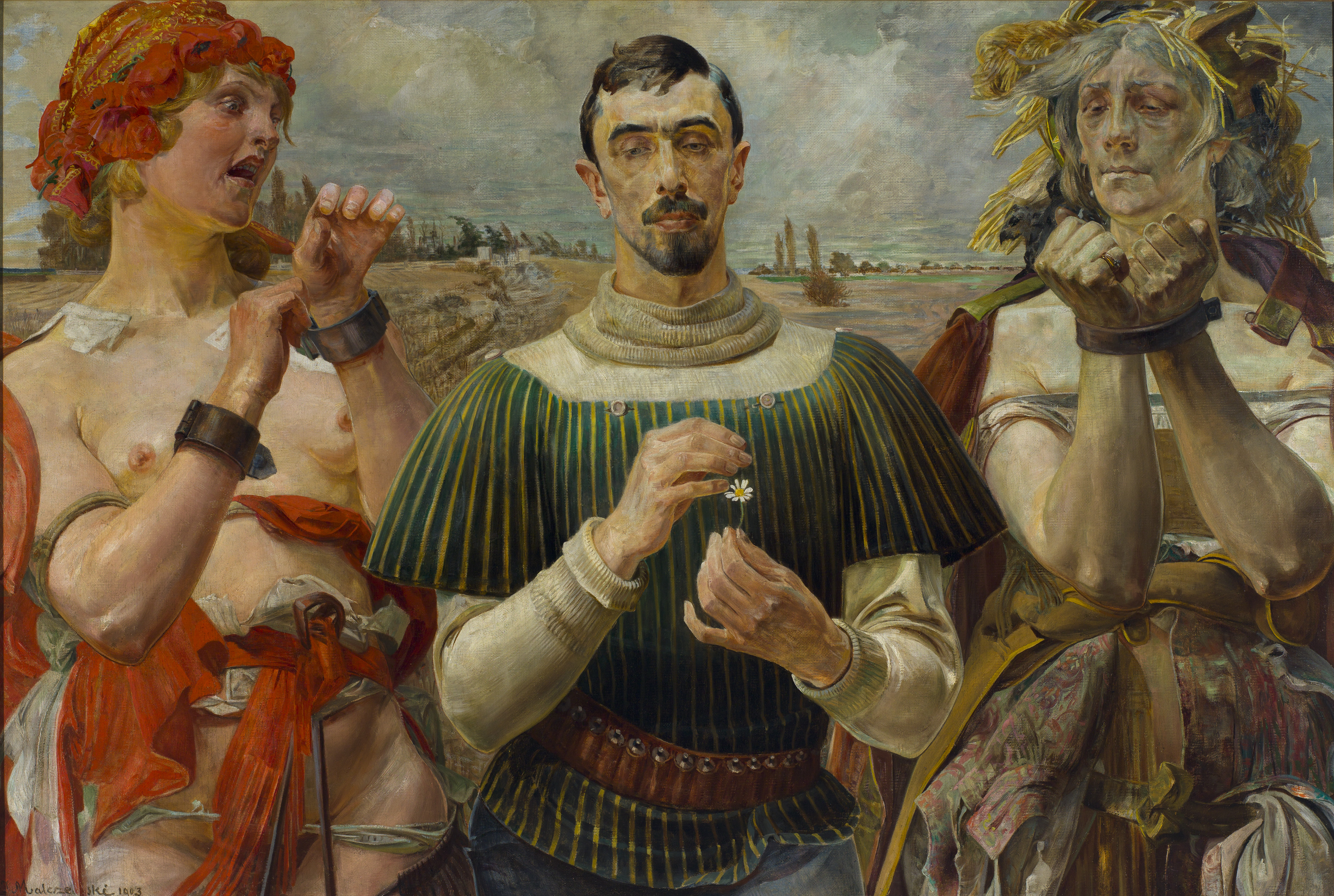
Hamlet polski. Portret Aleksandra Wielopolskiego – obraz Jacka Malczewskiego.

Wróżba, której wynik zależy od ostatniego wyrwanego płatka, nie musi dotyczyć jedynie domniemanych uczuć, lecz również wyboru między alternatywnymi opcjami innego typu. Motyw ten przedstawiony jest m.in. na obrazie Hamlet polski. Portret Aleksandra Wielopolskiego.